# Afro Hesse
Afro Hesse (* 1980 in Algerien) ist ein deutschsprachiger Rapper aus Algerien, der in Darmstadt und Berlin lebt.

## Leben
Aufgrund des drohenden Bürgerkriegs in Algerien flüchtete seine Familie im Jahr 1990 nach Deutschland, woraufhin Afro Hesse in Darmstadt aufwuchs. Er verfügte in den folgenden Jahren über keine Aufenthaltserlaubnis. Über das Darmstädter Jugendhaus Oetingervilla begann Afro Hesse im Alter von 14 Jahren mit den Aufnahmen von Musik. Den ersten Kontakt zu Hip-Hop hatte Hesse nach eigenen Angaben bereits im Alter von neun Jahren.
Im Jahr 1997 entspannte sich die kriegerische Situation in Algerien, woraufhin das Darmstädter Ausländeramt die Ausweisung der Familie forderte. Diese konnte der Ausweisung durch Kirchenasyl entgehen. 1999 erhielt Afro Hesse, der fünf Sprachen spricht, eine Jugendstrafe von acht Monaten auf Bewährung, da er einem Mann das Portemonnaie geraubt hatte. Aufgrund der Strafe wurde ihm zudem, im Gegensatz zu seiner Familie, keine Aufenthaltserlaubnis erteilt. Im Jahr 2003 flüchtete er nach Frankreich, wo er zunächst bei Bekannten in Grenoble wohnte und später nach Paris ging. Dort kam Afro Hesse über ein Jugendhaus mit anderen Rappern in Kontakt und es entstanden Zusammenarbeiten mit Künstlern wie Busta Flex. Drei Monate nach seiner Flucht aus Deutschland war Afro Hesse im französischen Musikfernsehen zu sehen. In Paris verkaufte der Rapper außerdem sein erstes Album Der verschollene Immigrant an Touristen. 2004 kehrte Afro Hesse zurück nach Deutschland und lebte im Untergrund. Im Januar 2005 lernte er seine spätere Verlobte kennen.
Das zweite Album Mehr als Musik wurde am 29. Februar 2008 über das Label Liquor Music veröffentlicht. Für das Album entstanden gemeinsame Stücke mit Rappern wie Sentino, Eko Fresh, Godsilla, Afu-Ra, Ali A$ und Megaloh. Die Musik wurden anderem von Bugati und Illfated Tre beigesteuert. Zu dem Titel Sans Papier wurde ein Video gedreht.

## Diskografie
- 2005: Der Verschollene Immigrant
- 2008: Mehr als Musik